# Neue Micky Maus Geschichten
Disneys Neue Micky Maus Geschichten (im englischen Original: Mickey Mouse Works) ist eine US-amerikanische Zeichentrickserie der Walt Disney Company aus den Jahren 1999 und 2000. Sie zeigt Kurzgeschichten mit den Bewohnern Entenhausens.

## Inhalt
Jede Folge der Serie besteht aus verschiedenen Einzelepisoden unterschiedlicher Länge. Diese lassen sich in drei Gruppen einteilen: Die kurzen „Gag Cartoons“ (je etwa 90 Sekunden), die etwas längeren „Character Cartoons“ (je etwa 6 Minuten) und die „Mouse Tales“, von denen jede etwa 12 Minuten dauert. Letztere sind Wiederauflagen der klassischen Cartoons der Zeichentrickfiguren Disneys. Daneben enthält die Serie auch neue Kurzfilme von Micky Maus, Donald Duck, Goofy, Minnie Maus, Daisy Duck, Primus von Quack und neue Silly-Symphonies-Geschichten. 

## Produktion und Veröffentlichung
Die Serie wurde 1999 und 2000 unter der Regie von Tony Craig und Roberts Gannaway von den Studios Toon City und Walt Disney Television Animation produziert. Die Drehbücher schrieben Jess Winfield, Steve Roberts, Tracy Berna, Kevin Campbell und Rick Schneider. Für den Schnitt war Tony Mizgalski verantwortlich und die Musik komponierte Benoit Grey. 
Die Erstausstrahlung fand vom 11. Mai 1999 bis zum 7. Oktober 2000 bei ABC statt. Buena Vista Television vertrieb die Serie weltweit, die deutsche Erstausstrahlung begann am 18. November 1999 im Disney Channel und lief bis zum 30. September 2000. Die erste Ausstrahlung im Free-TV folgte 2001 bei RTL. Außerdem erfolgten Übersetzungen unter anderem ins Finnische und Polnische. 
Viele Kurzfilme aus der Serie wurden auch in Disneys Mickys Clubhaus ausgestrahlt.

## Synchronisation
| Rolle              | Englischer Sprecher | Deutscher Sprecher   |
| ------------------ | ------------------- | -------------------- |
| Micky Maus         | Wayne Allwine       | Mario von Jascheroff |
| Donald Duck        | Tony Anselmo        | Peter Krause         |
| Goofy              | Bill Farmer         | Walter Alich         |
| Tick, Trick, Track | Russi Taylor        | Ranja Bonalana       |
| Minnie Maus        | Russi Taylor        | Diana Borgwardt      |
| Daisy Duck         | Tress MacNeille     | Sabine Arnhold       |
| Dagobert Duck      | Alan Young          | Joscha Fischer-Antze |
| Primus von Quack   | Corey Burton        | Eberhard Prüter      |
| Wie-man-Erzähler   | Corey Burton        | Norbert Gescher      |
| Erzähler           | John Cleese         | Roland Hemmo         |